# Charles Royer
Charles Royer, parfois dénommé Le Royer, est l'héritier d'une longue lignée de facteurs d'orgues d'origine flamande ayant marqué tout le XVIIe siècle.

## Biographie
Originaire de Namur, il s'installe en Provence vers 1647, d'abord à Brignoles puis en 1662 à Marseille. Il vient ainsi chasser sur les terres de l'illustre famille Eustache, organiers de Marseille. Il apprend la facture à son fils Lazare qui travaillera avec lui mais ne réussira pas dans le métier (il sera l'auteur d'un projet pour la collégiale St Martin de Marseille en 1668 qu'il ne sut mener à son terme). Charles Royer décède à Montpellier en 1681 ou au tout début de 1682 alors qu'il reconstruisait l'orgue de l'ancienne église Notre-Dame-des-Tables, chantier terminé à la demande de sa veuve par le révérend-père Castille, franciscain-capucin, organier de Bordeaux (voir lien externe) et constructeur de l'orgue de l'ancienne cathédrale d'Uzès.

## Son œuvre
Il ne nous reste aujourd'hui que cinq témoins de son art (la plupart sous forme de buffet uniquement): 
- L'Isle-sur-la-Sorgue, collégiale Notre-Dame-des-Anges 1649,  Classé MH[1]
- Cavaillon, cathédrale St Véran 1654,  Classé MH[2]
- Grignan, collégiale St Sauveur 1662,  Classé MH[3]
- Cuers, église Ste Catherine & St Pierre 1668,  Classé MH[4], dans un buffet en bois doré de Johann Hugonnet
- Aix-en-Provence, église du St Esprit, déplacé à la Révolution depuis la chapelle des Grands Carmes 1676,  Classé MH[5].

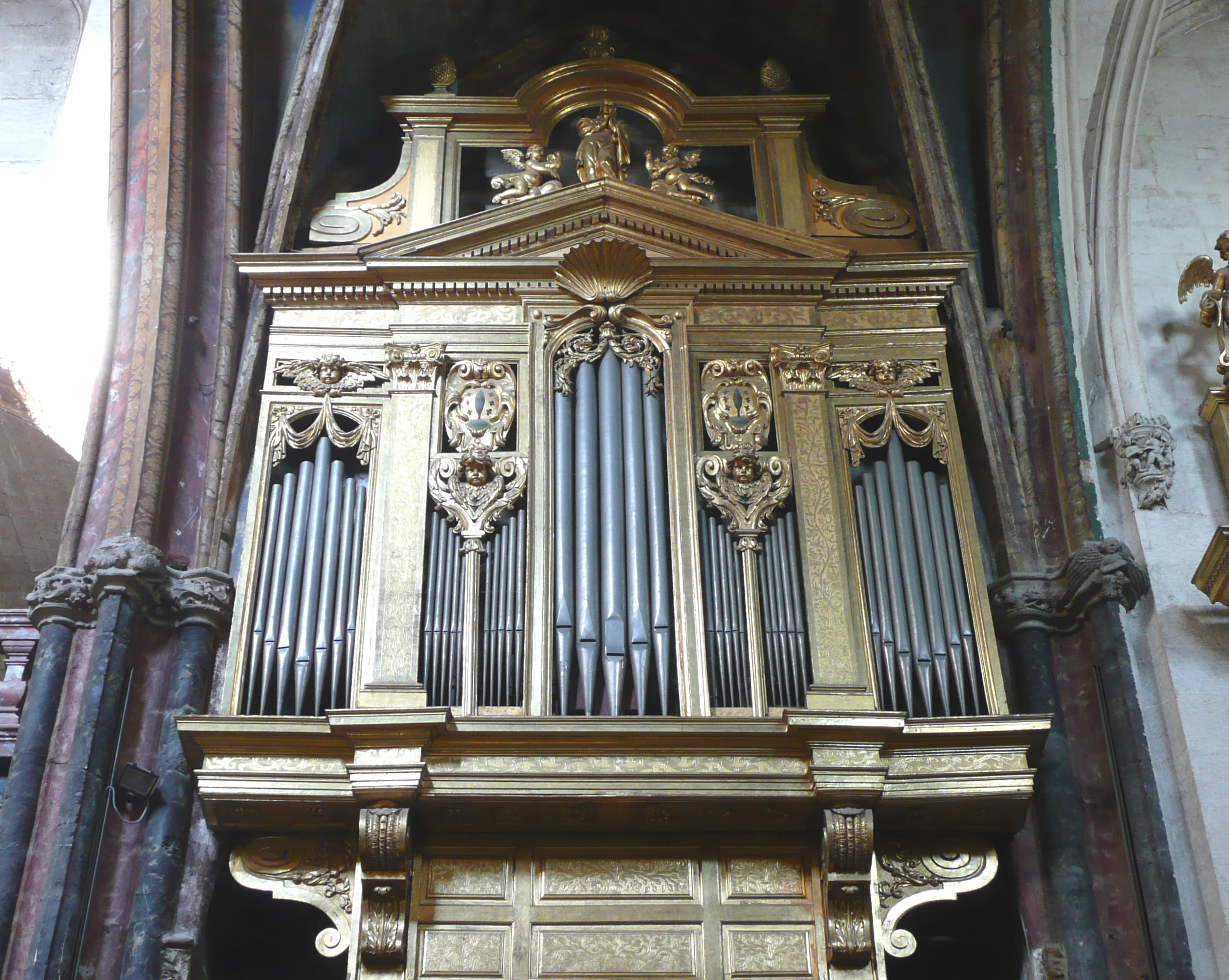
L'Isle-sur-la-Sorgue,collégiale N.D.des Anges
Aix, église du Saint-Esprit
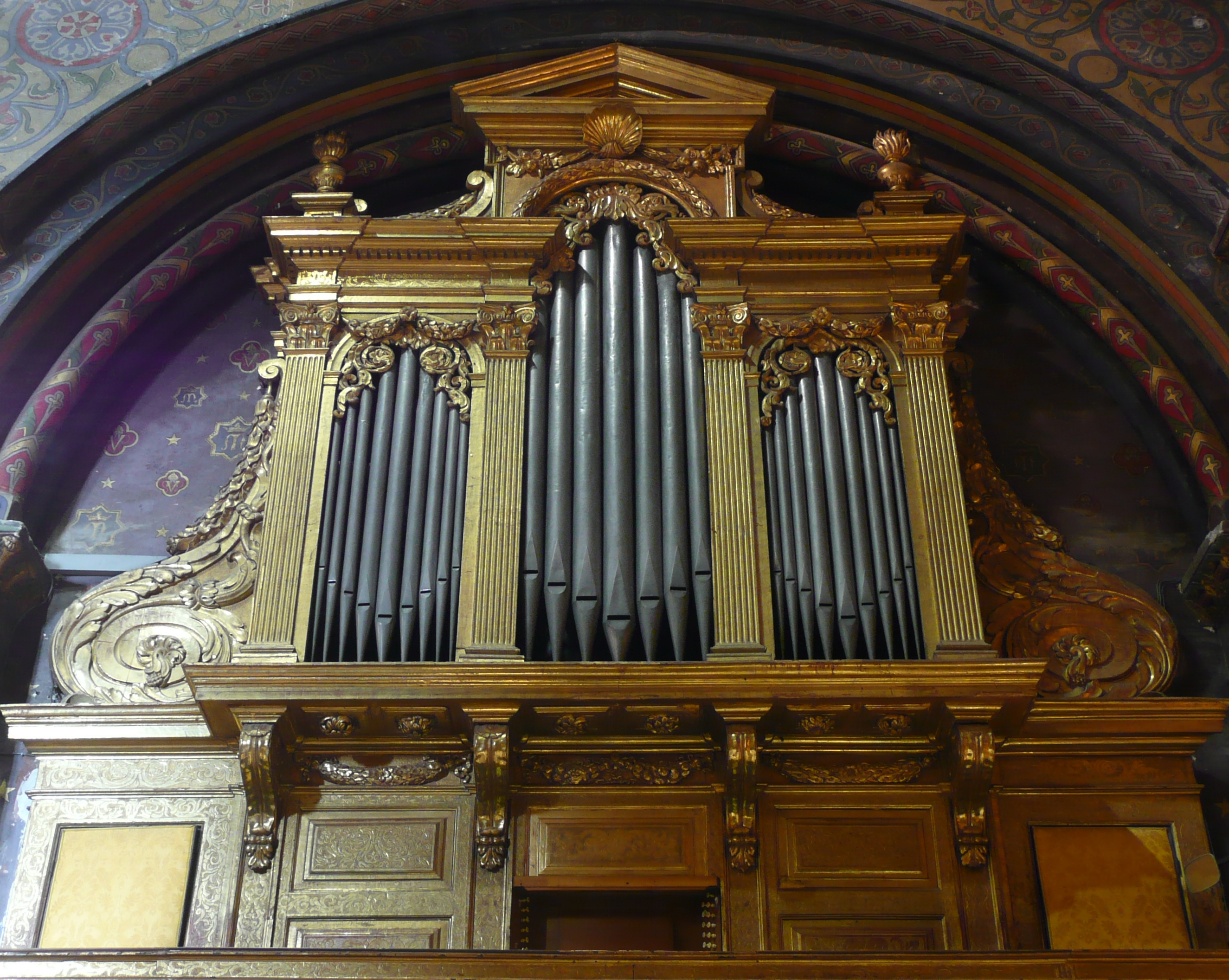
Cavaillon, ancienne cathédrale St Véran, orgue côté évangile
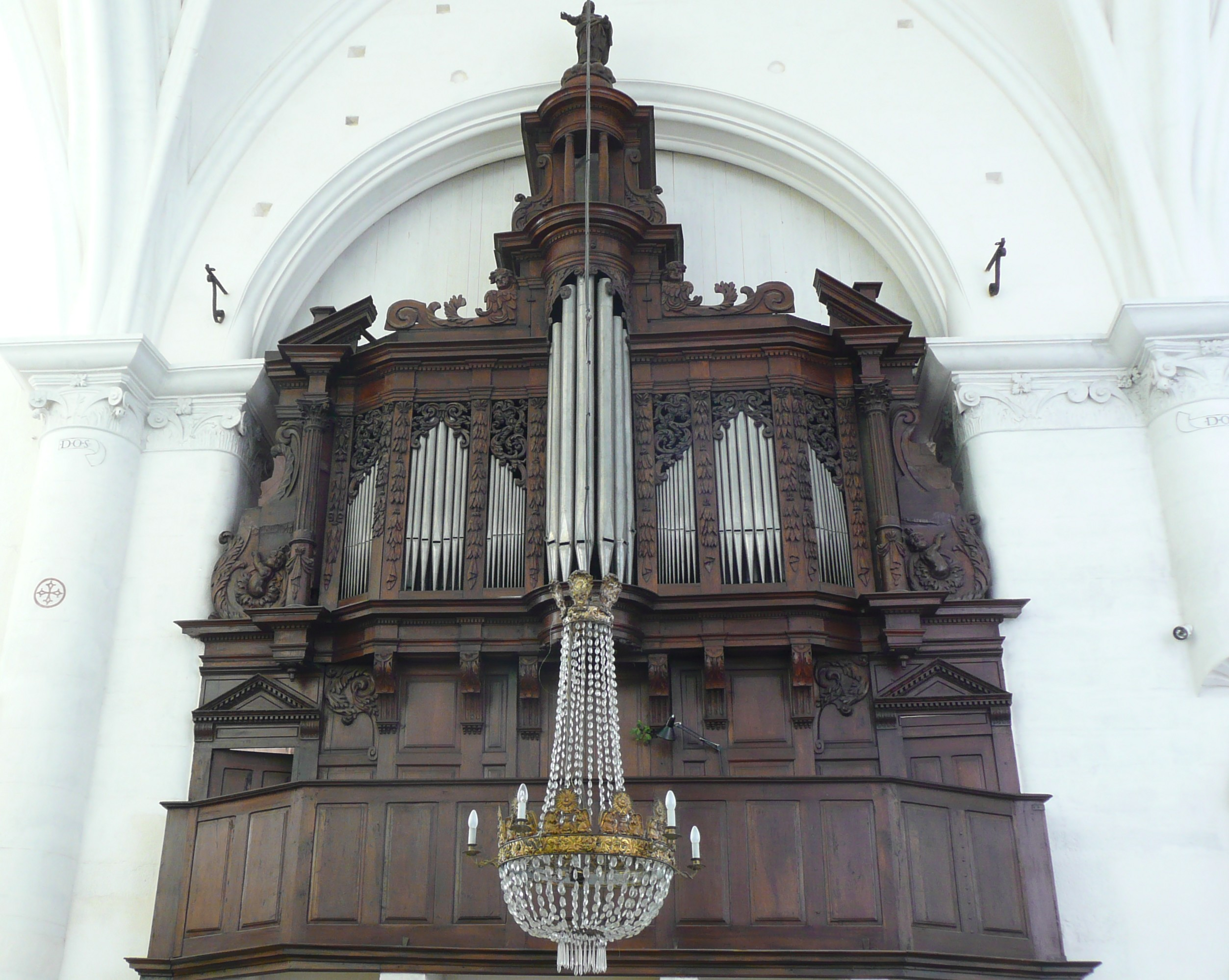
Grignan,collégiale St Sauveur
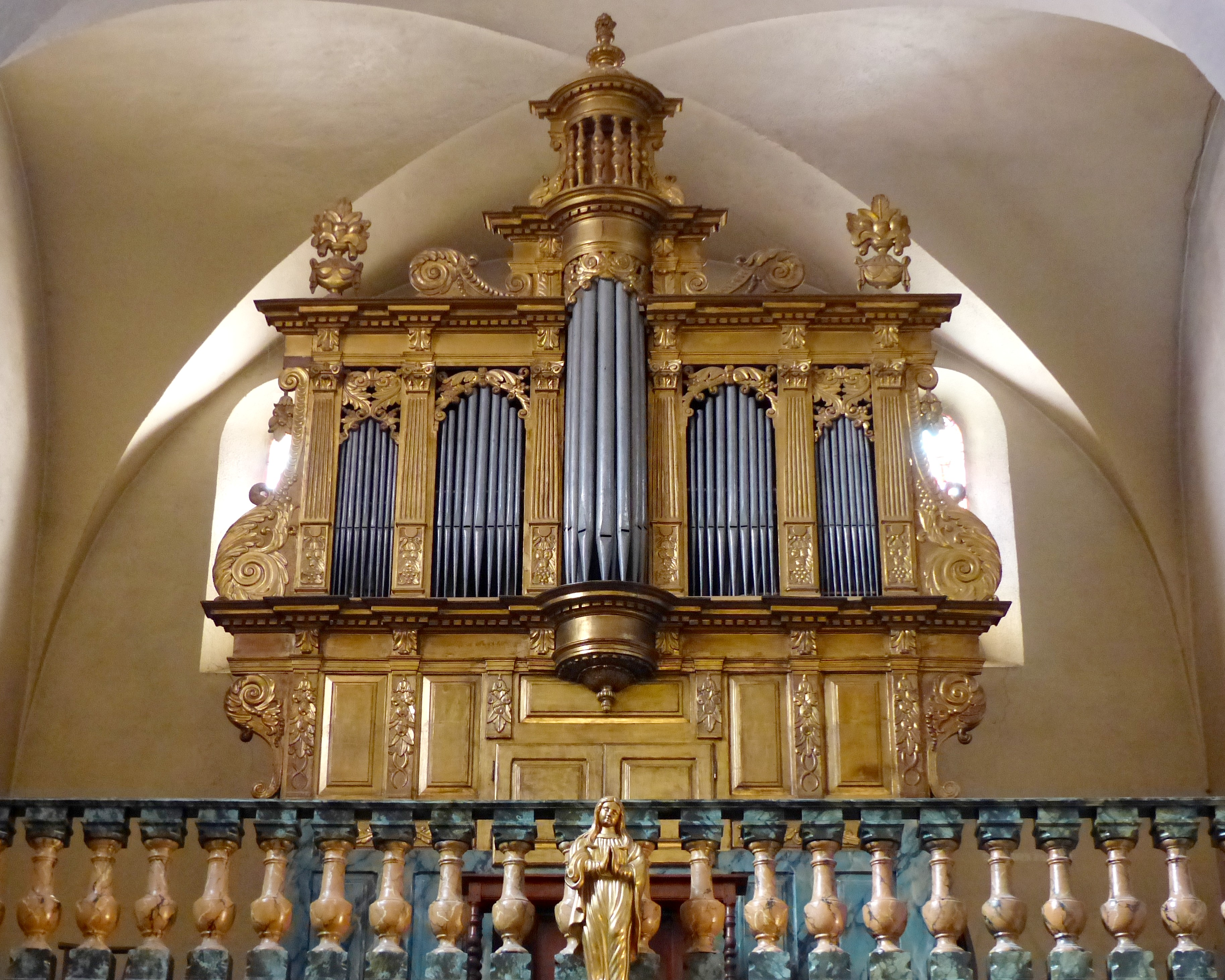
Cuers,collégiale Assomption de N.D.

Il apporta à l'orgue provençal, alors dominé par le style sonore et l'architecture italiens, une inflexion plus nordique, décelable aujourd'hui surtout dans ses compositions bien que des jeux entiers subsistent à Aix et à Cuers, mais aussi dans le seul buffet d'Aix, le plus tardif.